# Fernando Grández Veintemilla
Fernando Grández Veintemilla (Saposoa, 11 de septiembre de 1965) es un ingeniero y político peruano. Fue alcalde de la provincia de Huallaga durante dos periodos entre 2007 y 2014.
Nació en Saposoa, Perú, el 11 de septiembre de 1965. Cursó sus estudios primarios y secundarios en su ciudad natal y, entre 1983 y 1989, viajó a la ciudad de Lima donde cursó estudios superiores de ingeniería industrial en la Universidad Nacional Federico Villarreal.
Su primera participación política fue en las elecciones municipales del 2002 en las que fue candidato de Nueva Amazonía a la alcaldía de la provincia de Huallaga sin éxito. En las elecciones municipales del 2006 fue elegido para ese cargo y reelegido en las elecciones del 2010. En las elecciones regionales del 2018 fue candidato a gobernador del Gobierno Regional de San Martín por el partido Unión por el Perú sin obtener la elección.